# Phrynobatrachus steindachneri
Espèce
Statut de conservation UICN

 CR  : 
En danger critique
Phrynobatrachus steindachneri est une espèce d'amphibiens de la famille des Phrynobatrachidae.

## Répartition
Cette espèce se rencontre dans l'ouest du Cameroun et dans l'est du Nigeria. Elle est présente jusqu'à 2 100 m d'altitude.

## Étymologie
Son nom d'espèce, steindachneri, lui a été donné en référence à Franz Steindachner, zoologiste autrichien.

## Publication originale
- Nieden, 1910 : Neue Reptilien und Amphibien aus Kamerun. Archiv für Naturgeschichte, vol. 76, p. 234-246 (texte intégral).